# Vîșneve, Pîreatîn
Vîșneve (în ucraineană Вишневе) este un sat în comuna Harkivți din raionul Pîreatîn, regiunea Poltava, Ucraina.

## Demografie
Componența lingvistică a localității Vîșneve
     Ucraineană (97,08%)
     Rusă (2,57%)
     Alte limbi (0,17%)
Conform recensământului din 2001, majoritatea populației localității Vîșneve era vorbitoare de ucraineană (97,08%), existând în minoritate și vorbitori de rusă (2,57%).